# Opština Vladičin Han
Opština Vladičin Han (v srbské cyrilici Општина Владичин Хан) je základní jednotka územní samosprávy v Pčinjském okruhu na jihu Srbska. V roce 2011 zde žilo cca 24 000 obyvatel. Sídlem správy opštiny je město Vladičin Han.

## Sídla
Pod tuto opštinu spadají následující sídla:
| - Bačvište (65) - Balinovce (154) - Belanovce (113) - Beliševo (136) - Bogoševo (176) - Brestovo (115) - Dekutince (271) - Donje Jabukovo (152) - Dupljane (161) - Džep (194) - Garinje (554) - Gornje Jabukovo (154) - Gramađe (246) - Jagnjilo (106) - Jastrebac (221) - Jovac (93) - Kacapun (74) - Kalimance (108) - Kopitarce (75) - Kostomlatica (22) - Koznica (235) - Kržince (257) | - Kukavica (20) - Kunovo (532) - Lebet (102) - Lepenica (734) - Letovište (177) - Ljutež (281) - Manajle (60) - Manjak (641) - Mazarać (197) - Mrtvica (380) - Ostrovica (39) - Polom (440) - Prekodolce (1625) - Priboj (392) | - Ravna Reka (167) - Rdovo (136) - Repince (972) - Repište (344) - Ružić (181) - Solačka Sena (162) - Srneći Dol (58) - Stubal (1113) - Suva Morava (859) - Tegovište (183) - Urvič (71) - Vladičin Han (8338) - Vrbovo (357) - Zebince (121) - Žitorađe (1339) |